# Rollski
Der Rollskisport (auch Rollskilaufen, Rollskifahren, Rollerski, Skirollern oder kurz Rollern) ist eine Ausdauersportart. Den Rollskilauf gibt es bereits seit ungefähr hundert Jahren. Er hat sich als Sommertraining für Skilangläufer ursprünglich noch in klassischer Technik entwickelt. Mit dem Aufkommen der Skatingtechnik wurden hierfür spezielle Rollski entwickelt. Dabei entwickelte sich der Rollskisport von der Trainingsdisziplin zur Wettkampfsportart. Der Rollskisport ist im Internationalen Skiverband organisiert.

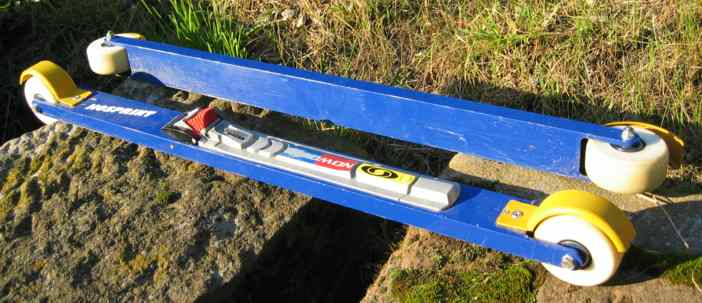
Trainingsrollski für Skating oder klassisch

## Rollski
Ein Rollski (auch Rollerski oder Skiroller) besteht aus einem Holm (meist Aluminium) und je nach Modell zwei bis vier Rädern. Der Achsabstand beträgt in der Regel 530 bis 700 mm. Die Rollenbreite variiert von 20 bis ca. 70 mm. Die Felgen bestehen meist aus Aluminium oder Kunststoff und sind mit Belägen aus Gummi oder Polyurethan bestückt. Für die Skatingtechnik sind die Rollen in einer Reihe montiert. Die Modelle für die klassische Technik weisen vorne eine Rolle und hinten eine oder zwei Rollen auf. Wegen des großen Achsabstandes bei der geringen Rollengröße sind Rollski nur für Fahrten auf glatten Flächen, z. B. Asphalt, geeignet. Es gibt jedoch auch Skiroller für den Einsatz auf Forst- und Waldwegen. Diese nennt man Offroad-Skiroller (oder auch Cross-Rollski). Sie rollen auf Gummi- oder Luftreifen mit Durchmessern zwischen 130 und 150 Millimetern. Im Gegensatz dazu stehen so genannte Nordic Cross Skates, die als eine Art Mischform aus Skiroller und Inlineskates gelten.

## Lauftechniken
Im Folgenden werden die wesentlichen Fortbewegungsarten im klassischen Stil und beim Skating aufgezählt, jeweils absteigend nach Geschwindigkeit sortiert.

### Klassischer Stil
- Doppelstockschub
- Doppelstockschub mit Zwischenschritt
- Diagonalschritt
- Schieben

### Skating-Stil
- Schlittschuhschritt (ohne Stockeinsatz)
- Skating 1:2 – zu jedem zweiten Beinabdruck ein Stockeinsatz – mit aktivem Armschwung
- Skating 1:1 – zu jedem Beinabdruck ein Stockeinsatz
- Skating 1:2 – zu jedem zweiten Beinabdruck ein Stockeinsatz – (mit Führarm)
- Halbschlittschuhschritt (HSS)
- Diagonalskating

## Medizinische Aspekte
Rollskilaufen ist für alle geeignet, unabhängig von Alter, Größe oder Gewicht. Rollskilaufen trainiert Füße, Waden, Oberschenkel, Gesäß, Bauch und Rückenmuskulatur, Herz-, Kreislauf- und Gleichgewichtssystem. Durch die sanfte Bewegung werden die Gelenke geschont. Rollskilaufen ist auch bei Bandscheibenvorfällen, bei Knie- und Hüftgelenkproblemen, bei Übergewicht und Kreislaufproblemen geeignet. Die Rückenmuskulatur als Stützgewebe für die Wirbelsäule wird aufgebaut. Insbesondere die Drehmuskeln der Rückenmuskulatur (Rotatoren) tief in der Rinne zwischen Quer- und Dornfortsätzen der ganzen Wirbelsäule werden trainiert. Damit wird Rückenschmerzen und Bandscheibenvorfällen vorgebeugt, bzw. werden diese gelindert. Die Gesäß- und Oberschenkelmuskulatur werden stabilisiert.

## Geschichte
Als Skilanglauf ein Wettkampfsport wurde, benötigte man auch ein geeignetes Sommertraining. An verschiedenen Orten begann man mit Ski auf Rädern zu experimentieren. Der erste Rollski wurde 1924 in Berlin gesichtet. Es handelte sich um einen umgebauten Kinderroller. Bereits 1927 gab es bei Sport Hummel in Innsbruck erste Rollskimodelle zu kaufen. Oskar Rösch aus Pforzheim entwickelte in den 1950ern Skiroller mit Ballonreifen und Kabelzugbremsen, die außer in Deutschland auch ins Ausland verkauft wurden. In den 1960ern begannen die DDR und Italien mit der Weiterentwicklung. Die erste Serienproduktion von Rollski soll in Skandinavien stattgefunden haben. Seit den 1970ern wurde in der DDR der „Grimmer“-Roller für das Sommertraining der Skilangläufer eingesetzt. Nachdem sich eine Art Standard für die Rollski entwickelt hatte, fanden in den 1970er Jahren die ersten Rennen statt. Die Rollski hatten ein Rad vorne und zwei Räder hinten. Der Metallrahmen war 70 bis 100 cm lang. Als erster Rollskiverband wurde 1979 der italienische Rollskiverband (IRF) gegründet.
Die Rennen wurden international und benötigten eine Dachorganisation. 1987 wurde von den nationalen Verbänden aus Italien, den Niederlanden, Finnland und Deutschland der Europäische Rollskiverband (ERF) gegründet. Dessen erster Präsident war der italienische Rollskihersteller Fabio Crestani. 1987 wurden die ersten Europameisterschaften in Fonzaso (Italien) organisiert. Auf die wachsende Sportart wurde der Internationale Skiverband (FIS) aufmerksam. Auf dem Kongress in Budapest 1992 entschied die FIS, mit der ERF zu fusionieren und den Rollskisport als Sparte aufzunehmen. George Brouwer aus den Niederlanden war deren erster Leiter.
Die ersten Rollski-Welt-Spiele fanden in Den Haag im Juli 1993 statt. Die Weltspiele waren die inoffizielle Weltmeisterschaften. In der Saison 1994 wurde der Weltcup eingeführt, erste Station war Geyer im Erzgebirge. 1995 kürzte die FIS den zulässige Achsabstand von Rollski auf minimal 530 mm. 1998 beschloss der FIS-Kongress in Prag auch offizielle Weltmeisterschaften abzuhalten. Im September 1999 wurden die letzten Welt-Spiele in Sonthofen durchgeführt. Die ersten FIS-Rollerski-Weltmeisterschaften fand vom 30. August bis 3. September 2000 in Rotterdam und Bergschenhoek statt.

### Entwicklung in Deutschland
Das 1. Deutsche Skirollerrennen fand 1956 in Böblingen statt. Ab den siebziger Jahren wurden in Deutschland vermehrt Rollski- bzw. Skirollerwettbewerbe durchgeführt. So z. B. seit 1973 bei der TSG Schkeuditz (damals BSG Motor Schkeuditz (DDR)), 1974 beim niedersächsischen Ski-Club Stadthagen (BRD) und beim sächsischen SSV 1863 Sayda, damals BSG Einheit Sayda (DDR). In der DDR wurden Skirollerwettkämpfe ausschließlich als Sommertraining für Skilangläufer genutzt. Dazu wurde ein systematisches Wettkampfsystem, bestehend aus regionalen Wettkämpfen, Kreis- und Bezirksmeisterschaften aufgebaut. In der BRD entwickelte sich dagegen eine eigene Rollskiszene. 1981 wurde in Böblingen das erste internationale Rollskirennen auf deutschem Boden durchgeführt. Durch die Zunahme der Rollskiaktivitäten wurde eine Organisation erforderlich. Der Deutsche Rollskiverband (DRSV) wurde 1986 von Vereinen aus Böblingen, Bodenmais, Raubling, Oberammergau, und Bad Vilbel gegründet. Ihm gehörten schnell viele aktive Rollskisportler und Vereine an. Im gleichen Jahr gab es Internationale Deutsche Rollski-Bergmeisterschaften in Bodenmais und Internationale Deutsche Rollski-Flachmeisterschaften am Nürburgring. Die ersten Deutschen Meister waren Martina Schröder und Franz Kroiß. Als Normen für den Rollski legt der DRSV 1986 einen Achsabstand von mindestens 700 mm und einen Raddurchmesser von maximal 100 mm fest.
Für die erste Nationalmannschaft wurden Claudia Hahn, Martina Schröder, Hahn Thilo, Kroiss Franz, Bernreiter Ferdinand, Altendorfer Richard, Altendorfer Thomas und Egger Richard nominiert. Der Mitgliedsstand steigerte sich schon 1987 auf 19 Vereine und 44 Einzelmitglieder. Erste Erfolge stellten sich bereits 1987 bei den ersten Europameisterschaften im Staffel- und Berglauf ein: Staffeleuropameister wurden Martina Schröder, Claudia Hahn, Christine Schwarz. Die Bronzemedaille holten sich Richard Altendorfer, Richard Egger, Thilo Hahn. In der Jugendklasse belegten Sebastian Huber, Thomas Meyer, Georg Schwarz den dritten Rang. Im Berglauf der Damen gewann Martina Schröder die Silbermedaille.
Der Deutsche Rollskiverband (DRSV) unterstand nacheinander den Herren Hans Görlach, Walter Hartig, Anton Rosskopf, Joachim Starke. Aus der Feder von Anton Roßkopf, der den Verband 1989 bis 1998 leitete, entstand die Rollskizeitung: Rollski-Echo. Dieser Broschüre konnte man alles Wissenswerte zum Thema Rollski in ganz Deutschland entnehmen.
1993 wurde der Deutschland-Cup für Jugend, Damen und Herren eingeführt. Gleich im ersten Jahr stieg die Nachfrage zu diesen Veranstaltungen. Seit 1995 wird auch für den Nachwuchs der Kinder- und Schüler-Cup veranstaltet. Der Deutschlandcup wurde auch von Athleten aus den Niederlanden und der Schweiz genutzt, wobei er von den Niederländern intern als holländische Meisterschaften gewertet wurden.
Da der Deutsche Skiverband (DSV) der einzige deutsche Verband im Internationalen Skiverband (FIS) ist, war der DRSV mit dem Beschluss der FIS, Rollerski-Weltmeisterschaften abzuhalten, gezwungen, sich dem DSV anzuschließen, damit auch die Mitglieder des DRSV an Weltmeisterschaften teilnehmen konnten. 1998 wurde durch einen Antrag vom DRSV an den DSV dieser Zusammenschluss genehmigt. Der DRSV ging in das DSV Referat: Rollski Nordisch über. Danach wurde die Auflösung des Deutschen Rollski-Verbandes eingeleitet. Zu diesem Zeitpunkt gehörten diesem Verband 54 Vereine und 44 Einzelmitglieder an.

## Ausrüstung

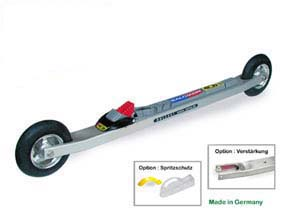
Skatingroller

### Skating
Zum Skating verwendet man Rollski mit Achsabstand von 530 bis 610 mm, zwei bis vier Räder pro Holm, Stöcke der Länge Körpergröße × 0,9 und Skatingschuhe passend zur Bindung. Der Unterschied zwischen Wettkampfroller und Trainingsroller ist die Breite sowie Größe der Räder und die Wahl des Belags (PU oder Gummi) mit verschiedenen Rollwiderständen sowie die Wahl des Chassis aus Aluminium oder Carbon.

### Klassik

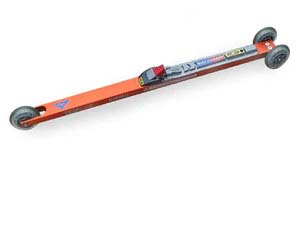
Klassikroller

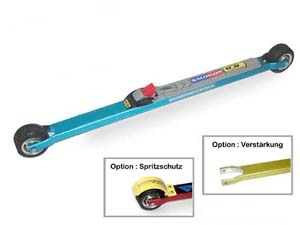

Für die klassische Technik werden Rollski mit Achsabstand von 700 mm und zwei bzw. drei Rädern verwendet. Die Stöcke sollten etwa die Länge Körpergröße × 0,85 (schulterhoch) haben. Man kann einen normalen Langlaufschuh benutzen. Der Walzenroller hat zwei Räder mit einer Breite von bis zu 70 mm. Der Dreirad-Roller hat vorne ein Rad und hinten zwei Räder. Für den Abstoß müssen die Räder mindestens einer Achse eine Rücklaufsperre aufweisen. Es werden Räder bis zu einem Durchmesser von 100 mm gefahren.
Es gibt auch einen Klassik-Skiroller, dessen mittiges Rad mit Rücklaufsperre erst beim Fußabdruck auf den Boden gedrückt wird. Durch das mittlere Rad kann der Holm länger sein (Achsabstand 900 mm), dadurch hat der Rollski mehr Skiähnlichkeit und bei welliger und rauer Fahrbahn besseres Fahrverhalten.

### Kombimodelle für beide Techniken
Es gibt auch sogenannte Kombiroller. Der Achsabstand liegt zwischen dem von Skating- und Klassikmodellen (zum Beispiel 640 mm). Die Radgröße beträgt ca. ⌀ 80 × 40 mm. Mit diesen Rollern können sowohl die Techniken Skating, als auch Klassik ausgeführt werden. Je nach Technik sollte die passende Stocklänge benutzt werden.

### Generell
Für beide Techniken werden zur Reduzierung der Laufgeschwindigkeiten bzw. Erhöhung des Rollwiderstandes verschiedene Bremseinrichtungen (Wadenbremsen, Fersenbremsen, Bremsringe, Gummiräder, Wirbelölbremsen, Andruckrollen) angeboten. Langläufer nutzen diese Möglichkeit, um die Geschwindigkeiten des Langlaufskis zu simulieren. Für die Stärke des Abriebes oder die Haftung bei Nässe ist die Härte (Shore) der Räder entscheidend. Die Stöcke sind grundsätzlich mit Hartmetallspitzen ausgestattet.
Ein Muster zur Erhöhung des Rollwiderstandes ist der sogenannte Speed Reducer. Nachdem der Hebel der Andruckrollen einmal reguliert ist, kann die Geschwindigkeit nach Belieben, bis auf 30–40 % gedrosselt werden, ohne dabei die Räder abzunutzen. Aufgrund des Platzbedarfs muss der Speed Reducer direkt hinter dem Vorderrad montiert werden.

### Schutzausrüstung
Als Mindestschutzausrüstung ist ein Helm zu empfehlen. Handschuhe, Brille, Ellbogen- und Knieschützer ergänzen die Ausrüstung.

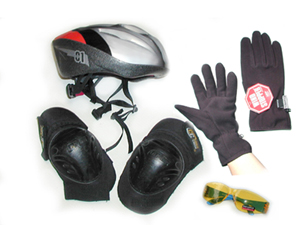

### Richtige Ausrüstung nach Zielgruppen
Anfänger können mit gebremsten Rollen oder langsamen Gummirädern anfangen. Die Bremsringe können später wieder entfernt werden. Es gibt Allround-Räder, die auch bei Regenwetter benutzt werden können. Rollski mit angebauten Bremsen werden von deutschen Herstellern angeboten. Fortgeschrittene finden ein breites Sortiment: Es gibt für jedes Läufergewicht und für verschiedene Asphaltbeläge die richtigen Räder. Sie werden durch die Mischung des Materials und durch die Härte bestimmt. Klassik-Roller sind für den Skilangläufer als Trainingsgerät besonders wichtig. Für Rennläufer gibt es mittlerweile die schnellsten Räder für jeden Belag, egal ob klassische oder freie Lauftechnik. Leichte sportliche Chassis sorgen für beste Kraftübertragung. Für schwergewichtige Läufer und für Krafttrainingseinheiten können die hinteren Achsschenkel des Chassis verstärkt werden. Für das Skirollern im Regen und auf nassen Strecken gibt es besondere säurebeständige/rostfreie Lager, auch mit speziellem Spritzschutzabdeckungen.

## Wettbewerbe
Das Spektrum an Wettbewerben ist breit: Es gibt Berganstiegsläufe, Flachstrecken und kuppierte Laufstrecken. Es gibt Staffeln, Sprints, Teamrennen, Einzelrennen und Jagdrennen. Bei Flachrennen werden Geschwindigkeiten von bis zu 50 km/h erreicht.
Im europäischen Rahmen herausragend ist der 30-km-Berglauf in Cervinia, bei dem auch namhafte Langläufer teilnehmen: bereits mehrmals gewann Johann Mühlegg. Dazu kommen die Meisterschaften in Italien und Frankreich.
Es haben sich in Deutschland einige Wettbewerbe fest etabliert, wie der Deutschlandcup, Schülercup, Deutsche Berg- und Deutsche Flachmeisterschaften. Diese Wettbewerbe werden vom DSV und dem Bereich Breitensport organisiert. Hinzu kommen weitere Veranstaltungen, die von Vereinen ausgerichtet werden.

### Weltcup und Weltmeisterschaften

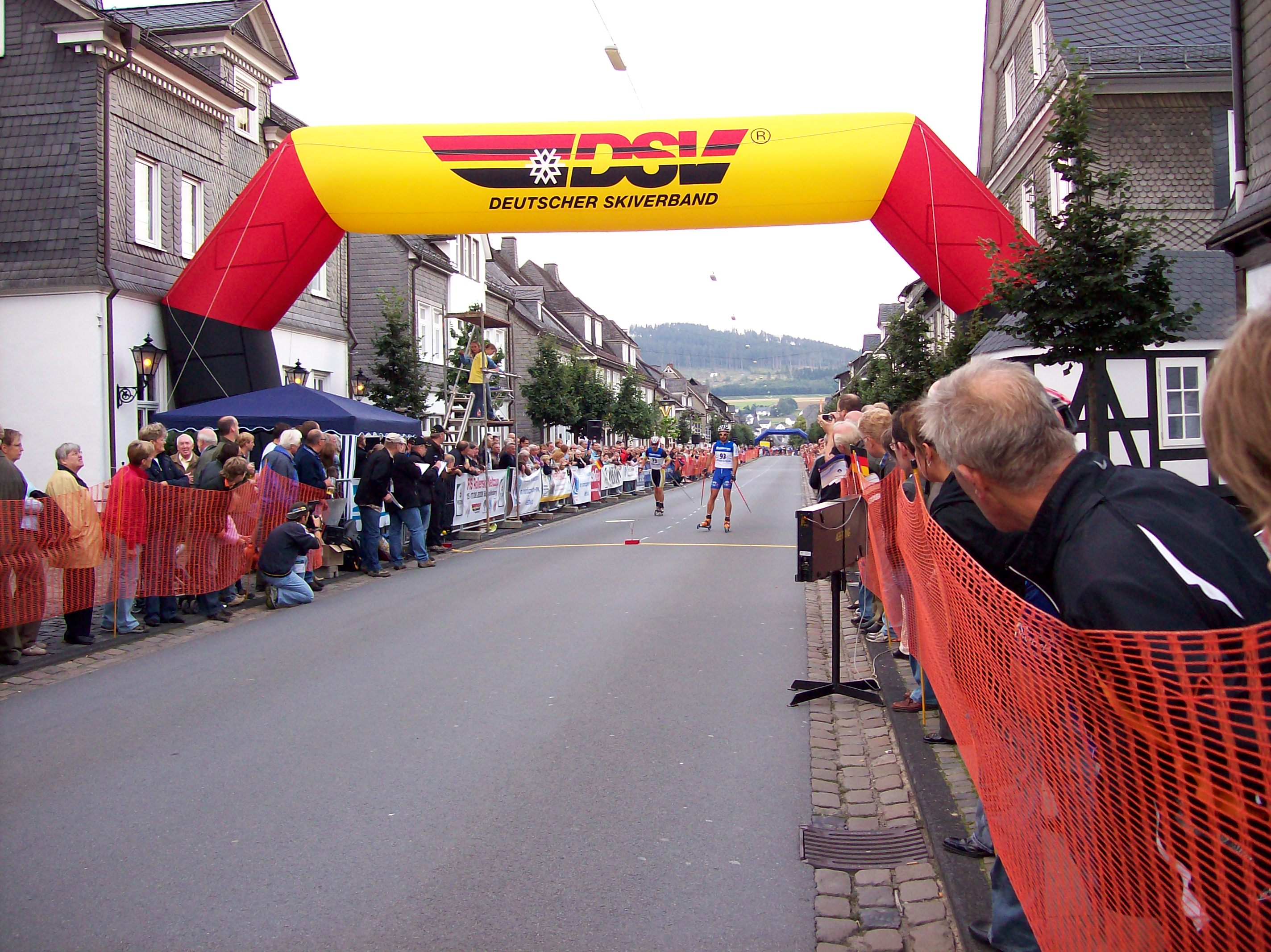
Weltcup in Schmallenberg 2008

Seit 1994 wird jährlich von Mai bis Oktober der Rollski-Weltcup ausgetragen. Das Punktesystem bestimmt die Weltcup-Gesamtwertung. Außerdem werden seit 2000 alle zwei Jahre die Rollerski-Weltmeisterschaften veranstaltet.

### Jagdstart
Eine Besonderheit stellt der so genannte Jagdstart dar, bei dem der Sieger durch zwei Rennen an aufeinanderfolgenden Tagen ermittelt wird. Am zweiten Tag starten die Läufer in der Gundersen-Methode, das heißt in der Reihenfolge und mit dem zeitlichen Abstand des ersten Laufes; der Gewinner des ersten Tages startet als erster und wird von den Verfolgern „gejagt“. Sieger des Jagdrennens ist derjenige, der am zweiten Tag als erster das Ziel überquert.

## Erfolgreiche Rollskiläufer
Auswahl in alphabetischer Reihenfolge:
- Niklas Almgren (), 3. WG 1997
- Mateja Bogatec (), 1. WM Sprint 2005. 3. WM Staffel 2007, 1. WM Sprint 2009
- Daniel Cornelius (), 2. WG 1996, 3. WM 2000, 3. WM Sprint 2002
- Viviana Druidi (), 2. WM 2005, 3. WM Staffel 2007
- Marina Firosva (), 2. WM Sprint 2002, 2. WM Sprint 2007, 2. WM Staffel 2007
- Igor Glushkov (), 2. WM Sprint 2002, 1. WM Sprint 2005, 2. WM 2005, 2. WM 2005, 1. EM Sprint 2006, 3. EM Massenstart 2006
- Alfio di Gregorio (), 1. WG 1993, 1. WG 1995, 2. WG 1996, 2. WG 1997, 1. WG 1998, 2. WG 1999, 1. EM 1997, 2. WM 2000, 3. WM 2005, 2. WM 2002, 1. EM Massenstart 2006, 2. EM Staffelsprint 2006, 2. WM 2007 Verfolgung, 3. WM Staffel 2007, 1. EM Staffel 2008, 1. WM Staffel 2009
- Dirk Grimm (), mehrmaliger Deutscher Meister, 1. EM Bergprolog 2003, 2. WC Schmallenberg 2008
- Thomas Gröger () 3. WG 1993, 2. EM Staffel 2000, 2. EM Staffel 2001
- Tatjana Jambaeva (), 1. WM Prolog und Verfolgung 2007, 2. WM Staffel 2007, 3. WM Berglauf 2009, 1. WM Massenstart 2009
- Nicklas Johansson (), 1. WG 1994
- Thomas Jung (), 2. WG 1995, 2. WG Staffel 1997 + 1999, 3. WG Staffel 1995, 3 × 1. EM Junioren 1992, 1. EM Jugend 1990, vielfacher Deutscher Meister
- Taofink Khamitov (), 2. WG 1994
- Isabel Klaus (), 1. WG Juniorinnen 1997, 1. WG 1999, 1. EM 2001, 2. WM 2002
- Julia Köckritz (), 1. WM Sprint Juniorinnen 2007, 2. WM Staffel Juniorinnen 2007, 1. WM Sprint Juniorinnen 2009, 1. WM Staffel Juniorinnen 2009
- Ullrich Kraft (), 1. EM 2003 Masters (ab 50 J.)
- Staffan Larsson (), 2. WG 1993
- Robin Lindkvist (), 2. WM Sprint 2005
- Vitaly Martsyv (), 1. WM Jagdstart 2005
- Theresa Monreal (), 2. WG 2007 Juniorinnen, 1. WM Staffel Juniorinnen
- Eduard Moskin (), 3. WG 1994
- Lada Nesterenko (), 3. WM Jagdstart 2005, 1. WM Berglauf 2009
- Mikael Östberg (), 3. WM Sprint 2002
- Ilka Ostermeier-Neumann (), 2. WM Sprint 2000, 1. WM Sprint 2002
- Alberto Pertile (), 2. WG 1998, 3. WG 1999
- Karine Philippot (), 1. WM 2002
- Lutz Preußler (), 1. EM Junioren 2003, 2. EM Junioren 2004
- Thomas Rausch () Mehrfacher Deutscher Meister, mehrfacher Deutscher Bergmeister, mehrfacher Rheinland-Pfalz Meister, 3 Staffel-Europameisterschaften in Schweden
- Siegfried Rieckhoff (), 1. WM Masters (ab 50 J.) 2000, 1. WM Mannschaft Masters (ab 50 J.) 2000 mit Uwe Riesen, Dietmar Kühne und Ronald Dähne
- Uwe Riesen (), 1. WG Masters (ab 50 J.) 2002, 1. EM Masters (ab 50 J.) 2003
- Verena Riesen () 2. WM Einzel 2000, 3. Staffel 2000, 2. EM 2001, mehrfache Deutsche Meisterin
- Emanuele Sbabo (), 3. WM Sprint 2005, 1. WM Staffel 2009
- Daniel Sjodin (), 1. WM Sprint 2002
- Esbeth Straub (), 3. WM Sprint 2002
- Mattias Svahn (), 3. WG 1995
- Harald Treude (), 3. WM Staffel 2000, 2. EM Staffel 2001, mehrfacher Deutscher Meister
- Annick Vaxelaire-Pierrel (), 3. WM 2002
- Elena Vedeneeva (), 1. EM Staffel 2000, 1. WM 2005, 3. WM Sprint 2005, 1. EM Massenstart 2006, 3. EM Staffelsprint 2006, 1. WM Staffel 2009, 2. WM Berglauf 2009, 3. WM Massenstart 2009
- Jan Jacob Verdenius (), 1. WG 1996, 1. WG 1997, 3. WG 1998, 1. WM 2000
- Vincent Vittoz (), 1. WM 2002
- Tobias Westmann (), 1. WG 1999, 3. EM Staffelsprint 2006, 3. WM Staffel 2009

Abkürzungen: WG = Weltcup-Gesamtwertung; WM = Weltmeisterschaften; WC = Weltcuprennen; EM = Europameisterschaften